# Guama
Guama je rijeka u Venezueli. Pritoka je rijeke Yaracuy pripada karipskom slijevu.